# تشنارميشاخور (مقاطعة دورة)
تشنارميشاخور (بالفارسية: چنارمیشاخور) هي قرية تقع في قسم دورة الريفي (مقاطعة دورة) في إيران. يقدر عدد سكانها بـ 131 نسمة بحسب إحصاء 2016.